# Ligne 115 (Infrabel)
Pour les articles homonymes, voir Ligne 115.
La ligne 115 est une ligne de chemin de fer belge, reliant Braine-l'Alleud à Braine-le-Comte, et passant par Sart-Moulin, Noucelles, Wauthier-Braine, Braine-le-Château, Tubize, Quenast, Rebecq et Rognon (Belgique).
Elle devait initialement faire partie d'un chemin de fer de Tubize à Jodoigne mais ne dépassa finalement jamais Braine-l'Alleud.

## Sections
Actuellement désaffectée et déferrée entre Braine-l'Alleud et Clabecq, cette section est concernée par le projet de réseau RAVeL. Ce chemin du rail fait l'objet d'une initiative de pré-RAVeL. Le viaduc de l'Estrée, construit à Braine-l’Alleud se situe sur cette section.
La section Tubize - Clabecq est toujours reprise à l'inventaire et la caténaire est toujours posée mais la fermeture des forges de Clabecq a entraîné la disparition d'une partie du trafic. Cette portion de ligne a été fermée aux voyageurs mais conserve une desserte marchandises liée aux laminoirs NLMK, tout comme la section Clabecq - Lembecq de la ligne 106, de Lembecq à Écaussinnes.
La ligne 115 est également active entre Clabecq et Quenast, uniquement pour le trafic marchandises : la desserte des carrières de Quenast qui fabriquent du ballast pour les lignes ferroviaires.
Elle est abandonnée au-delà de Quenast, tout comme la section Enghien - Braine-le-Comte de la ligne 123 à laquelle elle se connecte. Sur la partie entre Rebecq et Rognon, la ligne 115 a été réaménagée en train touristique à l'écartement de 60 cm ; Le Rail Rebecq Rognon.

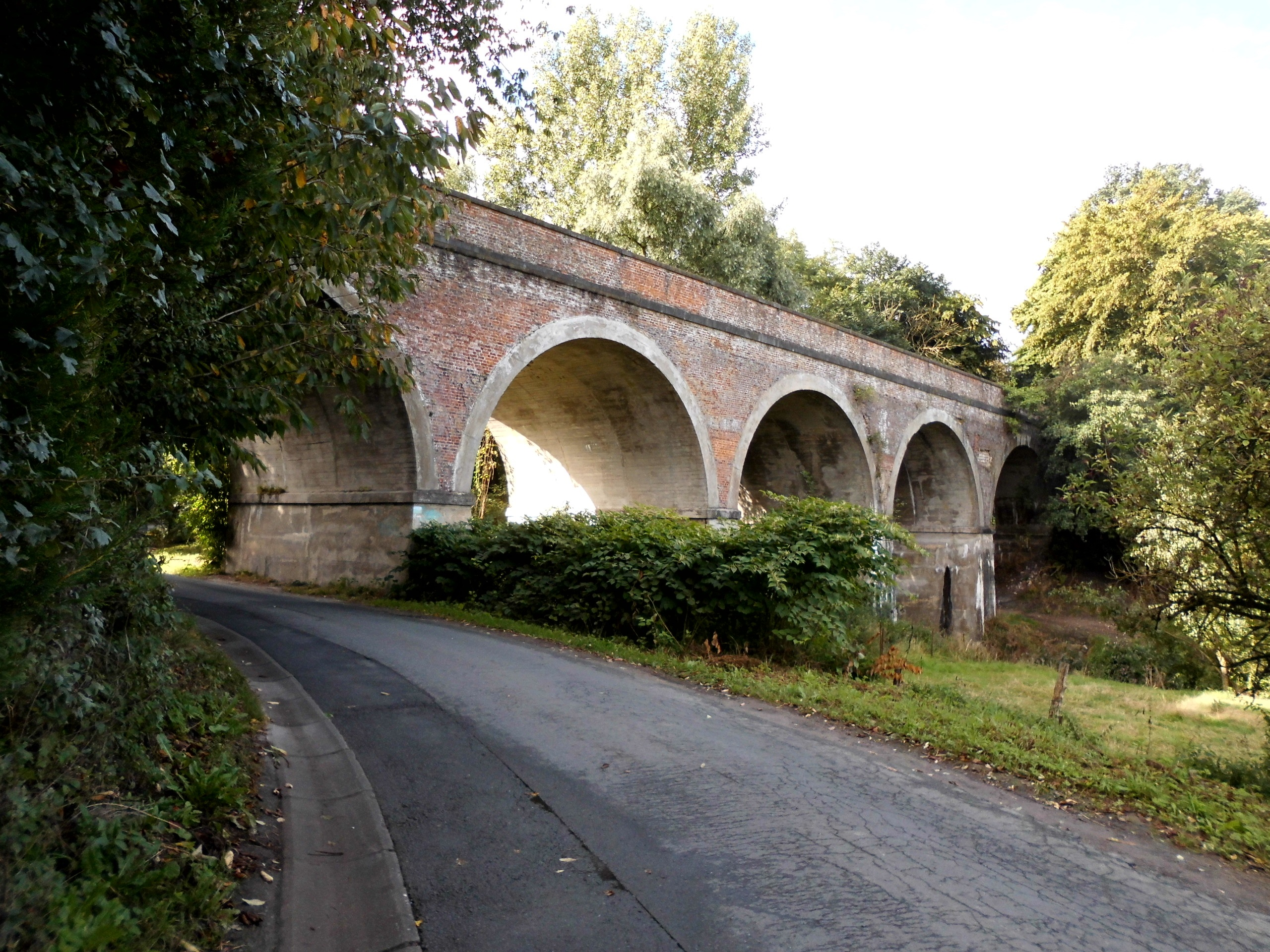
Pont sur la Senne entre Rebecq et Rognon